# Джапаров, Шамиль Медетбекович
Шамиль Медетбекович Джапаров (род. 4 января 1958) — советский и киргизский кинорежиссёр, театральный режиссёр, сценарист, педагог.
Окончил режиссёрский факультет Всесоюзного государственного института кинематографии (ВГИК), мастерскую художественного кино и телефильма народных артистов СССР Александра Алова и Владимира Наумова.

## Творческие союзы
- Член союза кинематографистов СССР
- Член союза кинематографистов Кыргызстана
- Почётный член «Оскаровского клуба» (США)
- Художественный руководитель Фольклорно-этнографического театра «Ордо Сахна»
- Основатель кино-телестудии ORDO production

## Фильмография
Полнометражные фильмы:
- 1989. Пейзаж глазами спринтера
- 2019. Куда кочует народ

Короткометражные фильмы:
- 1982. Кочевье космонавта
- 1983. Проводы
- 1984. Лицензия на убийство
- 1985. Через горы, через расстояния
- 1986. Однолюб...
- 1986. Фрунзе-Калуб

Документальные фильмы:
- 1987. Большой театр в Киргизии
- 1988. Бег глазами спринтера
- 1988. ...А просящего не отгоняй
- 1995. Что за занавесью?
- 1995. Мир дому нашему
- 1996. Верьте нам
- 1997. Золото Кумтора, Золото Кумтора — 2
- 1997. Керме Тоо
- 1997. Уроки минарета Калян
- 1997. Зилзала
- 2006. Ихлас — 2 части

Режиссёр нескольких серий телевизионных роликов
- 1 — СОМ. Абдылас МАЛДЫБАЕВ
- 5 — СОМ. Бубусара БЕЙШЕНАЛИЕВА
- 10 — СОМ. Касым ТЫНЫСТАНОВ
- 20 — СОМ. Тоголок МОЛДО
- 50 — СОМ. Курманжан ДАТКА
- 100 — СОМ. Токтогул САТЫЛГАНОВ
- Тогуз Ак — № 1
- Тогуз Ак — № 2
- Тогуз Ак — № 3
- Тогуз Ак — № 4
- Тогуз Ак — № 5
- Тогуз Ак — № 6
- Тогуз Ак — № 7
- Тогуз Ак — № 8
- Тогуз Ак — № 9
- МАНАС-1000

## Ордо — Сахна
- Ордо сахна (Орозбек КУтманалиев) Сары — Ой
- Ордо сахна — Маш ботой
- Ордо сахна — Эрке Сары
- Ордо сахна — Жалжалым
- Ордо сахна (Бакыт Шатенов) — Нарындан жазган салам кат
- Ордо сахна (Бакыт Шатенов) — Куйдум чок
- Ордо сахна (Бакыт Шатенов) — Айнагүл
- Ордо сахна — Бекбекей
- Ордо сахна — Айтыш
- The Music Of The Legends (2000)
- Ордо сахна — Эрке Сары
- Арт Салон: Фольклорно-этнографический театр Ордо Сахна
- Программа «Похожий взгляд»/ Чолпон Джапарова/Ордо Сахна
- Ордо сахна — байыркынын жаңысы

## Награды
1983. Кочевье Космонавта
- Главный приз Международного кинофестиваля документальных и короткометражных фильмов, г. Оберхаузен (ФРГ)
- Приз Международной кинокритики ФИПРЕССИ
- Главный приз на международном фестивале, г. Бабельсберг (ГДР)
- Главный приз на международном кинофестивале студенческих фильмов в Карловых Варах (ЧССР)
- Приз за лучшую режиссуру на МКФ, г. Томар (Португалия)
- Приз жюри на МКФ, г. Бильбао (Испания)
- Приз им. А. П. Довженко на всесоюзном кинофестивале, г. Киев (УССР)
- Золотой ореол от Совета американской киноакадемии (США)
- Специальный почетный приз «Дружба народов», Фестиваль «Амирани-84», г. Тбилиси (ГССР)
- Приз жюри на МКФ, г. Монгейм (ФРГ)

1984
- Специальный приз на смотре-конкурсе, г. Ашхабад (ТССР)

1986
- Специальный приз жюри Всесоюзного кинофестиваля «Молодость-86» г. Киев (УССР)

1988
- Приз за лучшую документальную ленту года на смотре-конкурсе СК (КССР)